# Burning Bridges (álbum de Arch Enemy)
Burning Bridges é o terceiro álbum de estúdio da banda sueca Arch Enemy, lançado mundialmente em 21 de maio de 1999 pela Century Media Records. Foi formado pelos guitarristas Christopher Amott e Michael Amott, o baterista Daniel Erlandsson, o baixista Daniel Erlandsson e o vocalista Johan Liiva.
Em 26 de maio de 2009, Burning Bridges foi relançado com a participação do vocalista Johan Liiva, canções remasterizadas e faixas bônus.

## Faixas
| Burning Bridges — Edição padrão. |                   |         |  |
| N.º                              | Título            | Duração |  |
| 1.                               | "The Immortal"    | 3:42    |  |
| 2.                               | "Dead Inside"     | 4:10    |  |
| 3.                               | "Pilgrim"         | 4:31    |  |
| 4.                               | "Silverwing"      | 4:07    |  |
| 5.                               | "Demonic Science" | 5:21    |  |
| 6.                               | "Seed of Hate"    | 4:07    |  |
| 7.                               | "Angel Claw"      | 4:03    |  |
| 8.                               | "Burning Bridges" | 5:10    |  |
| Duração total:                   | Duração total:    | 35:11   |  |

## Créditos
Os créditos seguintes foram adaptados do portal AllMusic.
- Johan Liiva – compositor e vocais
- Christopher Amott – arranjo, compositor e guitarra
- Michael Amott – arranjo, compositor, guitarra e produção
- Sharlee d'Angelo – baixo
- Daniel Erlandsson – arranjo e bateria
- Anna Sofi Dahlberg – design, direção de arte e fotografia
- Göran Finnberg – masterização
- Tony Hunter – fotografia
- Fredrik Nordström – engenheiro, produção e teclado
- Per Wiberg – mellotron e piano

## Crítica profissional
Burning Bridges recebeu, em geral, análises positivas por parte dos críticos especializados. O contribuinte do AllMusic, Steve Huey, elogiou o álbum, afirmando que "consolidou os ganhos obtidos em seu antecessor, Stigmata" e estabeleceu Arch Enemy como uma força confiável e uma das melhores bandas de death metal da década de 1990.
Nathan Robinson, do Metal Rules, ficou surpreso com a quantidade de material rápido e elogiou o cantor Johan Liiva, afirmando que ele "oferece mais variedade" em relação ao álbum antecessor. Para ele, Liiva ofereceu uma performance vocal "impressionante". Mais tarde, o crítico destacou as canções "Silverwing", "The Immortal" e "Seed of Hate". Ron Salden, da Archaic Magazine, também elogiou os vocais e a produção de Liiva, afirmando que Burning Bridges é o "resultado incrível", que tirou o melhor dos dois primeiros álbuns de Arch Enemy.
O contribuinte da Exclaim!, Sean Palmerston, escreveu que as oito faixas de Burning Bridges se comparam com os lançamentos de The Haunted e Witchery como alguns dos melhores metais suecos dos últimos tempos. Por sua vez, Paul Schwarz, da Chronicles of Chaos, analisou que o álbum soube intercalar duas sensações diferentes: "'Pilgrim' começa com uma parte extremamente melódica, muito heavy metal, mas quando os vocais esmagadores de Johan Liiva começam, então faz um riff de versos pesados, percussivos e de death metal. Durante o refrão, os dois opostos são habilmente combinados".